# لورينسيفيل
لورينسيفيل (إلينوي) (بالإنجليزية: Lawrenceville, Illinois)‏ هي مدينة تقع في الولايات المتحدة في إلينوي. يقدر عدد سكانها بـ 4,745 نسمة .

## التركيبة السكانية
حدّد مكتب تعداد الولايات المتحدة بيانات التركيبة السكانية للورينسيفيل في تعداد الولايات المتحدة. في ما يلي، التركيبة السكانية حسب تعدادي 2000 و2010.

### تعداد عام 2000
بلغ عدد سكان لورينسيفيل 4,745 نسمة بحسب تعداد عام 2000، وبلغ عدد الأسر 2,024 أسرة وعدد العائلات 1,191 عائلة مقيمة في المدينة. في حين سجلت الكثافة السكانية 847.3 نسمة لكل كيلومتر مربع (2,194.5/ميل2). وبلغ عدد الوحدات السكنية 2,262 وحدة بمتوسط كثافة قدره 403.9 لكل كيلومتر مربع (1,046.1/ميل2).
وتوزع التركيب العرقي للمدينة بنسبة 97.85% من البيض و0.91% من الأمريكيين الأفارقة و0.08% من الأمريكيين الأصليين و0.23% من الأمريكيين ذوي الأصول الآسيوية و0.40% من الأعراق الأخرى و0.53% من عرقين مختلطين أو أكثر و1.43% من الهسبانيون أو اللاتينيون من أي عرق.
بلغ عدد الأسر 2,024 أسرة كانت نسبة 26.8% منها لديها أطفال تحت سن الثامنة عشر تعيش معهم، وبلغت نسبة الأزواج القاطنين مع بعضهم البعض 45.6% من أصل المجموع الكلي للأسر، ونسبة 10.5% من الأسر كان لديها معيلات من الإناث دون وجود شريك،  بينما كانت نسبة 2.8% من الأسر لديها معيلون من الذكور دون وجود شريكة وكانت نسبة 41.2% من غير العائلات. تألفت نسبة 37.4% من أصل جميع الأسر من عدة أفراد يعيشون في نفس المنزل ونسبة 20.6% كانت تتألف من شخص يعيش بمفرده يبلغ من العمر 65 عاماً أو أكثر. وبلغ متوسط حجم الأسرة المعيشية 2.16، أما متوسط حجم العائلات فبلغ 2.82.
بلغ العمر الوسطي للسكان 43.9 عاماً. وكانت نسبة 20% من القاطنين تحت سن الثامنة عشر، وكانت نسبة 7.3% بين الثامنة عشر والرابعة والعشرين عاماً، ونسبة 23.5% كانت واقعةً في الفئة العمرية ما بين الخامسة والعشرين والرابعة والأربعين عاماً، ونسبة 20.5% كانت ما بين الخامسة والأربعين والرابعة والستين، ونسبة 20.7% كانت ضمن فئة الخامسة والستين عاماً فما فوق. يوجد لكل 100 أنثى 83.5 ذكر، ويوجد لكل 100 أنثى في الثامنة عشر من عمرها فما فوق 80.9 ذكر.
بلغ متوسط دخل الأسرة في المدينة 19,792 دولارًا، أما متوسط دخل العائلة فبلغ 32,292 دولارًا. وكان متوسط دخل الذكور 25,833 دولارًا مقابل 16,250 دولارًا للإناث. وسجل دخل الفرد الخاص بالمدينة 14,434 دولارًا. وكانت نسبة 7.7% من العائلات ونسبة 16.8% من السكان تحت خط الفقر، وكان من هؤلاء نسبة 10.7% تحت سن الثامنة عشر ونسبة 21.4% في الخامسة والستين من العمر وما فوق.

### تعداد عام 2010
بلغ عدد سكان لورينسيفيل 4,348 نسمة بحسب تعداد عام 2010، وبلغ عدد الأسر 2,037 أسرة وعدد العائلات 1,151 عائلة مقيمة في المدينة. في حين سجلت الكثافة السكانية 776.4 نسمة لكل كيلومتر مربع (2,010.9/ميل2). وبلغ عدد الوحدات السكنية 2,272 وحدة بمتوسط كثافة قدره 405.7 لكل كيلومتر مربع (1,050.8/ميل2).
وتوزع التركيب العرقي للمدينة بنسبة 96% من البيض و1.49% من الأمريكيين الأفارقة و0.25% من الأمريكيين الأصليين و0.30% من الأمريكيين ذوي الأصول الآسيوية و0.53% من الأعراق الأخرى و1.43% من عرقين مختلطين أو أكثر و1.49% من الهسبانيون أو اللاتينيون من أي عرق.
بلغ عدد الأسر 2,037 أسرة كانت نسبة 24.5% منها لديها أطفال تحت سن الثامنة عشر تعيش معهم، وبلغت نسبة الأزواج القاطنين مع بعضهم البعض 38.2% من أصل المجموع الكلي للأسر، ونسبة 13.8% من الأسر كان لديها معيلات من الإناث دون وجود شريك،  بينما كانت نسبة 4.4% من الأسر لديها معيلون من الذكور دون وجود شريكة وكانت نسبة 43.5% من غير العائلات. تألفت نسبة 39.3% من أصل جميع الأسر من عدة أفراد يعيشون في نفس المنزل ونسبة 21% كانت تتألف من شخص يعيش بمفرده يبلغ من العمر 65 عاماً أو أكثر. وبلغ متوسط حجم الأسرة المعيشية 2.13، أما متوسط حجم العائلات فبلغ 2.82.
بلغ العمر الوسطي للسكان 43.5 عاماً. وكانت نسبة 21% من القاطنين تحت سن الثامنة عشر، وكانت نسبة 8.2% بين الثامنة عشر والرابعة والعشرين عاماً، ونسبة 22.5% كانت واقعةً في الفئة العمرية ما بين الخامسة والعشرين والرابعة والأربعين عاماً، ونسبة 25.8% كانت ما بين الخامسة والأربعين والرابعة والستين، ونسبة 22.5% كانت ضمن فئة الخامسة والستين عاماً فما فوق. وتوزع التركيب الجنسي للسكان بنسبة 46.3% ذكور و53.7% إناث.

## أعلام
- كيل جيمس هولدر
- جولييت أتكينسون
- لايلي جودي
- مارتي سيمونز
- ديفيد وونغ
- جاك ريان